# Шарко (остров)
О́стров Шарко́ — остров в Антарктиде, длиной 56 км и шириной 46 км, покрытый льдом, за исключением заметных гор, возвышающихся над северным побережьем. Остров Шарко лежит в море Беллинсгаузена, в 102 километрах к западу от земли Александра I и примерно в 57 километрах к северу от острова Латади. Самая северная точка острова — мыс Бёрд.

## История
Остров Шарко был открыт 11 января 1910 года французской антарктической экспедицией под руководством Жана-Батиста Шарко, который по настоянию  экипажа назвал его Землёй Шарко в честь своего отца, Жана-Мартена Шарко, известного французского врача. Изолированность острова Шарко была доказана Хьюбертом Уилкинсом, который облетел вокруг него на самолёте 29 декабря 1929 года.
10 февраля 1947 году в рамках американской операции Highjump эсминец ВМС США USS Brownson предпринял неудачную попытку высадки на северное побережье острова. 23 декабря 1947 года в рамках американской научной экспедиции Ronne Antarctic Research на острове была совершена первая посадка самолёта. Посадочная полоса и временная хижина площадью 30 м² были построены у горы Мартина в 1982 году Чилийской антарктической экспедицией и чилийскими ВВС. Геологи и биологи из Британской антарктической службы провели около десяти коротких исследовательских визитов на остров Шарко с 1975 года.
Шельфовый ледник Уилкинса на западной стороне Антарктического полуострова до 2009 года соединялся с островами у побережья Антарктиды — Латади и Шарко. В 1998 году северный край ледника (к востоку от острова Шарко) отступил, но фрагменты льда оставались на месте в течение десятилетия. Начиная с конца февраля 2008 года начал отступать и западный край ледника (к югу от острова Шарко). В период с августа по ноябрь 2008 года вдоль северного края ледника Уилкиса появились новые трещины, в результате чего остался лишь тонкий ледяной мост к острову Шарко (шириной около 500 метров), который разорвался в начале апреля 2009 года. Несмотря на разрыв ледяного моста, морской лёд оставался вокруг острова Шарко в течение осени 2009 года. Но зимой 2009 года стало возможным обогнуть остров, который долгое время был соединён с материковой частью Антарктиды ледником, по воде. На снимке, сделанном из космоса в августе 2009 года, виден почти чёрный периметр береговой линии острова Шарко, что  указывает на область относительно открытого океана, по которой можно перемещаться на корабле.
Отколовшаяся часть шельфового ледника Уилкинса имела площадь 20,1 на 2,4 километра и быстро распалась на сотни айсбергов.

## Рельеф и климат
Остров практически полностью покрыт ледником, поверхность которого возвышается на 270 м над уровнем моря. В северной части острова ледниковую поверхность прорезают горные вершины высотой от 750 м до 1000 м над уровнем моря (гора Моник).
На побережье температура воздуха достигает летом +10 °C, а в среднем в самый тёплый месяц (январь) составляет 1…2 °C. 6 февраля 2020 года на станции Эсперанса была зафиксирована самая высокая за последние 59 лет температура +18,3 °C.

## Флора и фауна
Флора острова в основном состоит из лишайников, мхов, водорослей и грибов. Период развития растительности (вегетационный период) обычно короткий и длится лишь несколько летних месяцев. Незначительные свободные ото льда прибрежные участки и скалы покрыты лишайниками, водорослями, мхами; на острове произрастает два вида цветковых растений. Фауна связана с морем и сосредоточена на побережье. Представлена несколькими видами птиц (пингвины, поморники, буревестники, альбатросы, бакланы).